# Conseil régional de La Réunion
Mandature 2021-2028
Hôtel de région Pierre-Lagourgue
Le conseil régional de La Réunion est l'assemblée délibérante de la région française d'outre-mer de La Réunion. Le conseil régional est composé de 45 conseillers régionaux élus pour 6 ans au suffrage universel direct et présidé par Huguette Bello depuis le 2 juillet 2021.
Le conseil régional exerce à La Réunion les compétences d'une région française et certaines compétences spécifiques d'une région d'outre-mer. Le conseil départemental exerce quant à lui les compétences départementales.
Le conseil régional siège à hôtel de région Pierre-Lagourgue, situé à proximité du campus principal de l'université de La Réunion, dans le quartier du Moufia à Saint-Denis.

## Fonctionnement
Le Conseil régional, composé de 45 élus renouvelés tous les 6 ans, administre la région Réunion. 

### Assemblée plénière
L'assemblée plénière délibère sur les grandes orientations politiques et vote chaque année le budget.  
Elle réunit au moins une fois par trimestre, les 45 élus sous la présidence du président du conseil régional.   

### Commission permanente
La commission permanente est composée, en 2021, de la présidente, des 9 vice-présidents et de 6 membres.  
La commission permanente se réunit autant de fois que nécessaire, à La Réunion au moins une fois tous les 15 jours. Il convient de respecter un délai de convocation. 
L'assemblée plénière peut lui déléguer une partie de ses fonctions, à l’exception de celles concernant le vote du budget, l’approbation du compte administratif (budget exécuté).

### Commissions sectorielles

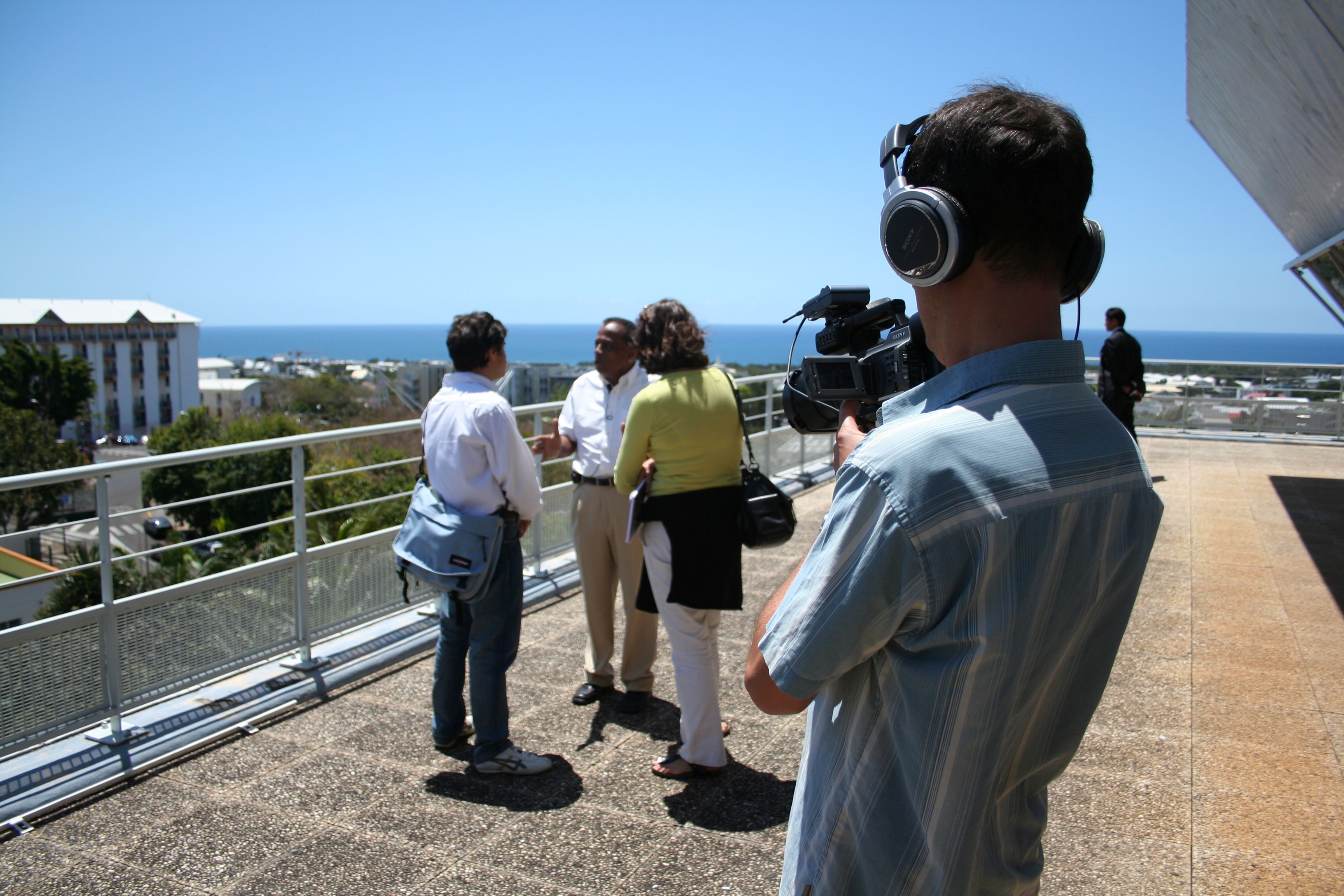
Le journaliste Jean-Marc Collienne filmant Gilbert Annette sur la terrasse de l'hôtel de région.

Les commissions sectorielles, défini par le règlement intérieur au nombre de six en 2015, émettent un avis sur les dossiers en fonction de leurs domaines d'intervention :
- commission affaires générales, financières et relations internationales ;
- commission aménagement, développement durable, énergie et déplacements ;
- commission développement économique ;
- commission éducation et formation professionnelle ;
- commission culture, patrimoine, sport, vie associative ;
- commission solidarité, égalité des chances et continuité territoriale.

Les commissions sectorielles peuvent se réunir toutes les semaines ou tous les 15 jours, en fonction des rapports à programmer.
Chacune d'elles est composée :
- d'un président ;
- d'un vice-président ;
- d'un rapporteur ;
- de six membres.

### Commissions spécifiques
Composées chacune de 5 élus titulaires et de 5 suppléants et sont présidées par le président du conseil régional ou de son représentant, la commission d'appel d'offres, la commission consultative des services publics locaux et la commission de délégation de service public se réunissent en tant que de besoin. 

### Cabinet du président de région
Sous l’autorité du directeur de cabinet, nommé par le président, les collaborateurs de cabinet participent à l’élaboration de réponses adaptées et réactives à toutes les sollicitations attribuées au cabinet, préparent les interventions et déplacements du Président et des élus en général, assurent la gestion de l’agenda du président et des élus.
Le cabinet assiste le président dans la définition des politiques régionales et conseille le président dans l’exercice de son mandat. En relation étroite avec la direction générale des services, il veille à la mise en œuvre et à la cohérence des politiques régionales.

### Liens avec l’administration régionale
Sous la supervision du directeur général des services, les agents des différents services de la région préparent les dossiers et les présentent aux Commissions qui procèdent aux arbitrages décisionnels.
Environ 2 300 agents, fonctionnaires territoriaux ou contractuels, travaillent pour le conseil régional de La Réunion en 2015. 
Les personnels œuvrant aux différents services de la région représentant environ 40 % des ressources humaines, le personnel non enseignant des lycées 40 % aussi et les équipes affectées au réseau de routes nationales près de 20 % des effectifs.

## Compétences

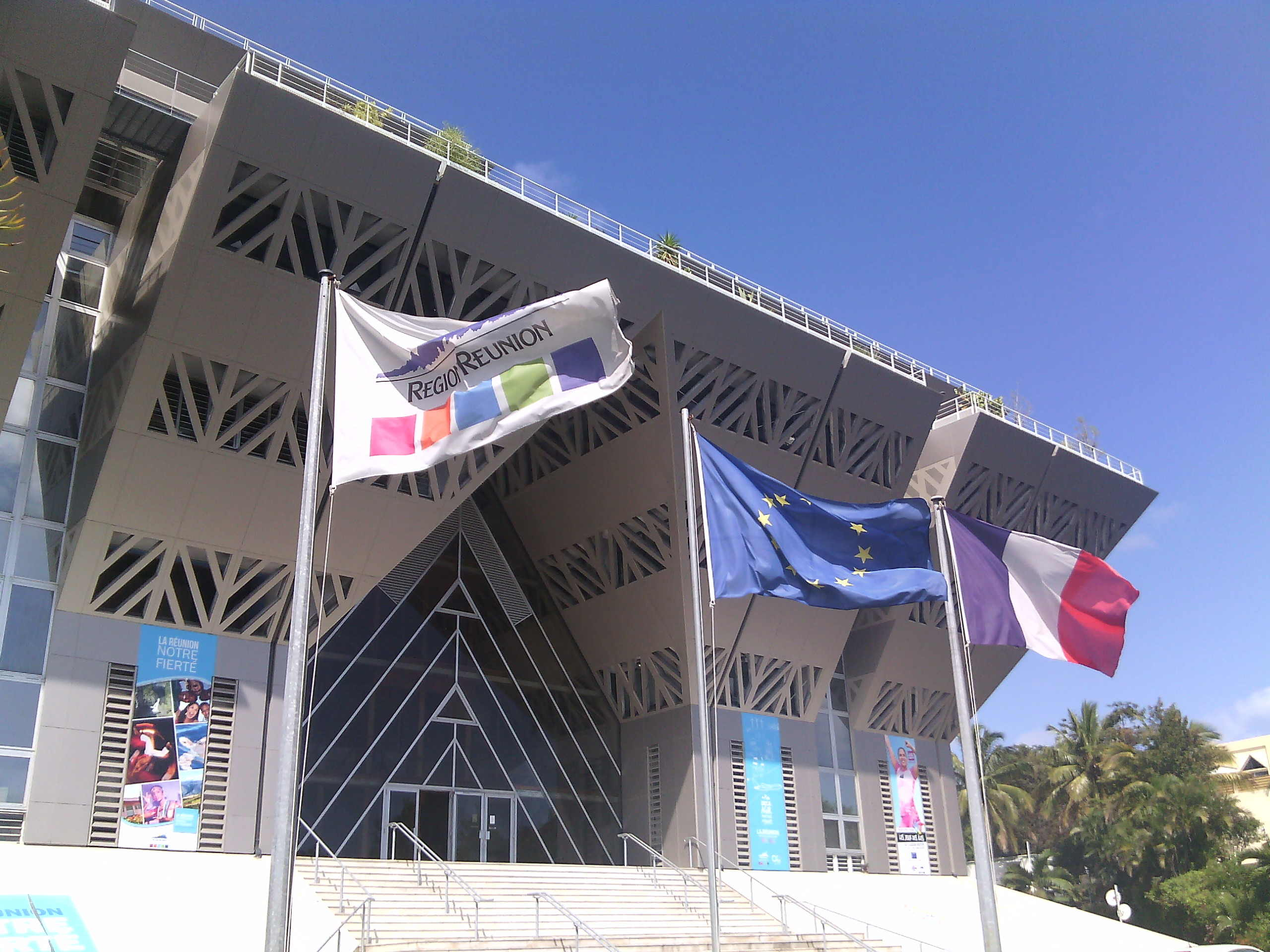
Entrée de l'hôtel de région.

### Compétences propres
- Développement économique et innovation ;
- Affaires européennes et gestion des fonds européens (environ 2 milliards d'euros pour 6 ans à La Réunion) ;
- Formation professionnelle, apprentissage et coordination des politiques des acteurs de l'emploi ;
- Lycées, enseignement supérieur et recherche ;
- Environnement (développement durable, qualité de l'air, protection de la biodiversité, énergies) ;
- Aménagement numérique, plan ordinateur portable (POP) ;
- Transports (ports, aérodromes, transports en commun régionaux, intermodalités) ;
- Coopération régionale.

### Compétences partagées avec le département
- Tourisme ;
- Culture (protection du patrimoine culturel) ;
- Sport.

## Organisation et composition

### Assemblée régionale
| Conseillers régionaux de La Réunion  |       |       |      |         |
| Parti                                | Sigle | Sigle | Élus | Groupes |
| Majorité (29 sièges)                 |       |       |      |         |
| Divers gauche                        |       | DVG   | 10   |         |
| Pour La Réunion                      |       | PLR   | 6    |         |
| Parti communiste réunionnais         |       | PCR   | 3    |         |
| La France insoumise                  |       | LFI   | 2    |         |
| Parti socialiste                     |       | PS    | 2    |         |
| Banian                               |       | Ba.   | 2    |         |
| Territoires de progrès               |       | TdP   | 1    |         |
| Action populaire de La Réunion       |       | APR   | 1    |         |
| Mouvement citoyen réunionnais        |       | MCR   | 1    |         |
| Endemik Réunion                      |       | ER    | 1    |         |
| Opposition (16 sièges)               |       |       |      |         |
| Divers droite                        |       | DVD   | 7    |         |
| Objectif Réunion                     |       | OR    | 4    |         |
| Les Républicains                     |       | LR    | 2    |         |
| Union des démocrates et indépendants |       | UDI   | 1    |         |
| France Réunion Avenir                |       | FRA   | 1    |         |
| Divers centre                        |       | DVC   | 1    |         |

### Présidence
Au 31 mars 2025, la présidente du conseil régional de La Réunion est Huguette Bello.
| Période                                       | Période                                       | Identité                                      | Étiquette                                     | Étiquette                                     |
| Présidents de l'établissement public régional | Présidents de l'établissement public régional | Présidents de l'établissement public régional | Présidents de l'établissement public régional | Présidents de l'établissement public régional |
| --------------------------------------------- | --------------------------------------------- | --------------------------------------------- | --------------------------------------------- | --------------------------------------------- |
| 1973                                          | 1978                                          | Marcel Cerneau                                |                                               | UDF                                           |
| 1978                                          | 1983                                          | Yves Barau                                    |                                               | RPR                                           |
| Présidents du conseil régional                |                                               |                                               |                                               |                                               |
| 1983                                          | 1986                                          | Mario Hoarau                                  |                                               | PCR                                           |
| 1986                                          | 1992                                          | Pierre Lagourgue                              |                                               | RPR-UDF                                       |
| 1992                                          | 1993                                          | Camille Sudre                                 |                                               | Free Dom                                      |
| 1993                                          | 1998                                          | Margie Sudre                                  |                                               | DVD                                           |
| 1998                                          | 2010                                          | Paul Vergès                                   |                                               | PCR                                           |
| 2010                                          | 2021                                          | Didier Robert                                 |                                               | UMP-LR (2010-2018)                            |
| 2010                                          | 2021                                          | Didier Robert                                 | OR                                            |                                               |
| 2021                                          | En cours                                      | Huguette Bello                                |                                               | PLR                                           |

### Vice-présidences

#### 2021-2028
Outre la présidente, l'exécutif compte 9 vice-présidents.
| No                 | Conseiller régional | Conseiller régional | Parti | Délégations                                  |
| ------------------ | ------------------- | ------------------- | ----- | -------------------------------------------- |
| 1er vice-président |                     | Patrick Lebreton    | DVG   | Affaires générales, financières et économie  |
| 2e vice-présidente |                     | Lorraine Nativel    | MCR   | Lutte contre l'illettrisme                   |
| 3e vice-président  |                     | Norman Omarjee      | DVG   | Désenclavement aérien, maritime et numérique |
| 4e vice-présidente |                     | Karine Nabenesa     | TdP   | Formation professionnelle et apprentissage   |
| 5e vice-président  |                     | Jacques Técher      | PCR   | Travaux et routes                            |
| 6e vice-présidente |                     | Amandine Ramaye     | LFI   | Démocratie participative                     |
| 7e vice-président  |                     | Frédéric Maillot    | DVG   | Économie sociale et solidaire                |
| 8e vice-présidente |                     | Céline Sitouze      | DVG   | Éducation                                    |
| 9e vice-président  |                     | Patrice Boulevart   | Ba.   | Mobilités durables                           |

## Identité visuelle

Ancien logo
Logo actuel